# 酢酸金(III)
酢酸金(III)(Gold(III) acetate)は、金と酢酸からなる化合物である。黄色の固体で、170℃で金に分解する。この分解反応は、触媒としての金コロイドの合成経路として研究されている。

## 合成と反応
酢酸金(III)は、水酸化金(III)と氷酢酸の反応から合成できる。
Au(OH)3 + 3CH3COOH → Au(CH3COO)3 + 3H2O
トリフルオロ酢酸存在下で、2-(p-トリル)ピリジン(tpy)と反応し、Au(CF3COO)2(tpy)を形成する。
酢酸金(III)をデカヒドロナフタレン中で八硫黄とともに超音波処理した時に、硫化金(III)が生成すると報告されている。